# Lijst van Edenaren
Deze lijst van Edenaren betreft bekende personen die in de Nederlandse plaats Ede zijn geboren of woonachtig zijn geweest.

## A
- Arthur van Amerongen (1959), schrijver en journalist
- Ton Anbeek (1944), schrijver en literatuurwetenschapper
- Antonio (1970), zanger

## B
- Henri Bakker (1878-1933), luchtvaartpionier
- Annelies Balhan (1948), danseres en actrice
- Hans Beenakker (1966), burgemeester
- Joost Boot (1902-2002), burgemeester, onder andere van Ede
- Garrelt van Borssum Buisman (1915-1991), beroepsmilitair
- Kimberley Bos (1993), skeletonster
- Tamara Bos (1967), schrijfster
- Lodewijk Bosch van Rosenthal (1914-2004), verzetsstrijder
- Roelof Bouwman (1965), historicus en journalist
- Coenraad Willem Johan Bouwmeester (1840-1922), burgemeester
- Hein van der Burg (1882-1955), vliegtuigontwerper en piloot
- Hendrik Bussink (1898-1985), journalist en verzetsstrijder
- Henri François Robert Brandts Buys (1850-1905), dirigent en componist
- Johannes Hessel Brolsma (1909-1990), kunstenaar

## C
- Joop Carley (1893-1982), vliegtuigbouwer

## D
- Krijn van Dijke (1910-1980), beeldend kunstenaar
- Theo van Dijke (1923-1987), burgemeester
- Hans Dorrestijn (1940), cabaretier
- Bernhard Droog (1921-2009), acteur

## E
- Hubert van Eck (1905-1991), verzetsstrijder, wetenschapper, politicus
- Soufian El Hassnaoui (1989), voetballer
- Theo van Eldik (1958), beeldhouwer
- Johannes Hendrik Eversen (1906-1995), kunstschilder

## G
- Jac. Gazenbeek (1894-1975), schrijver en natuurliefhebber
- Cornelis van Geelkerken (1901-1976), politicus en collaborateur
- Gerdo van Grootheest (1978), politicus

## H
- Evert ten Ham (1961), radiopresentator
- Mark Harbers (1969), politicus
- Cees Haverhoek (1944), beroepsmilitair, politicus, leraar
- Casper Helling (1972), marathonschaatser
- Johan Hilgers (1886-1945), luchtvaartpionier
- Eva Hovenkamp (1996), atlete

## J
- Henk Jochemsen (1952), filosoof en bijzonder hoogleraar

## K
- Dick Ket (1902-1940), kunstschilder
- H.W.J.M. Keuls (1883-1968), dichter en vertaler
- Ahmet Kiliç (1984), voetballer (AGOVV Apeldoorn)
- Arie Klapwijk (1921-2008), revalidatiearts
- Ruben Knab (1988), roeier
- Ben Kolster (1953), radiopresentator en royalty-deskundige
- Herman Krebbers (1923-2018), violist
- Benno Kuipers (1974), zwemmer

## L
- Jaap van Lagen (1976), autocoureur
- Flora Lagerwerf-Vergunst (1964), politicus en jurist
- Janneke Johanna Landman (1919-2007), voorvechter voor de dovenwereld
- Jef Last (1898-1972), dichter prozaschrijver
- Janny Laupman (1926-1986), verzetsstrijder
- Gerard van Leijenhorst (1928-2001), politicus
- Collin Leijenaar (1974), muzikant en producer
- Werner Löwenhardt (1919-2006), grafisch ontwerper

## M
- Jos van Manen Pieters (1930-2015), schrijfster
- Gerard van der Meer Mohr (1918-2007), beroepsmilitair
- Dennis van der Meijden (1979), rapper, producer en illustrator
- Hilde de Mildt (1959), actrice
- Frank de Miranda (1913-1986), beeldhouwer, psycholoog en publicist
- Anna Maria Moens (1775-1832), dichter en schrijfster
- Marisa van der Meer (1990), zangeres en musicalactrice  (geboren in Ede)

## N
- Camiel Neghli (2001), voetballer
- Menno de Nooij (1919-1983), verzetsman

## O
- Herman Martinus Oldenhof (1899-1985), burgemeester
- Loebas Oosterbeek (1946-2003), militair, politicus en activist
- Freek Ossel (1954), wethouder

## P
- Fredericus Aurelius Reinoldus Padberg (1876-1923), pastoor
- Johan Pater (1981), voetballer
- Ghislaine Pierie (1969-2023), actrice, regisseuse en dramacoach
- Pieter Platteel (1911-1978), bestuursambtenaar
- Johannes van der Poel (1909-1981), predikant
- Stan Poppe (1924-2000), politicus
- Angela Postma (1971), zwemster

## R
- Job Raaijmakers (1978), acteur, toneelschrijver en regisseur
- Isaäc Johannes Rammelman Elsevier (1770-1841), gezaghebber van Curaçao
- Harry van Roekel (1937-2004), ambtenaar en politicus
- Ferdi Rombout (1926-1945), verzetsstrijder
- Piet Rombout (1901-1945), verzetsstrijder
- Jan Roodzant (1984), zwemmer
- Evert Roskam (1892-1974), activist voor de NSB
- Henk Rothuizen (1949), voorganger en schrijver
- Mina Roelofsen - Heij (1903-1987) - verzetsstrijdster

## S
- Rolf Sanchez (1991), zanger
- Arthur van Schendel (1874-1946), schrijver (inwoner van 1908-1911)
- John Scherrenburg (1963), waterpoloër
- Wouke van Scherrenburg (1946), tv-journaliste
- Dick Schoenaker (1952), oud-voetballer (onder andere Ajax)
- Berend Schoep (1928-2007), predikant
- Arno Setz (1972), theater- en filmmaker
- Jan Siebelink (1938), schrijver en essayist
- Lieke Sievers (1959), politiefunctionaris en burgemeester
- Vivian Slingerland (1971), tv-presentatrice en model
- Theo Slot (1895-1949), vliegtuigbouwer
- Marius Soetendal (1922-2010), burgemeester van Papendrecht en Genemuiden
- Evert Jan van Spankeren (1909-1961), onderwijzer en verzetsstrijder
- Kees Staf (1905-1973), ambtenaar en politicus (CHU, minister en Kamerlid)
- Dick Stellingwerf (1953), leraar en politicus (RPF, ChristenUnie, onder andere wethouder van Ede 1986-1990)
- Kees Stip (1913-2001), schrijver
- Suzanne Swarts (1979), kunsthistorica

## T
- Marianne Thieme (1972), dierenbeschermster, publiciste en politica (bestuurder Partij voor de Dieren; oud-Tweede Kamerlid)
- Rijk Tigelaar (1912-1945), verzetsstrijder
- Adnane Tighadouini (1992), voetballer
- Sonja Tol (1972), schermster
- Esmeral Tunçluer (1980), basketbalster

## U
- Ruben den Uil (1991), voetbaltrainer

## V
- Egbert Veen (1915-1944), verzetsstrijder
- Melvin van der Voort 2005 Motorcoureur
- Barend Veenendaal (1919-1945), verzetsstrijder
- Elbert Veenendaal (1917-1945), verzetsstrijder
- Marcel Veenendaal (1982), zanger bij DI-RECT
- Benjamin van der Velden (1990), cabaretier
- Frans Vonk de Both (1873-1952), burgemeester
- Anke de Vries (1936), kinderboekenschrijfster

## W
- Rence van der Wal (1989), voetballer
- Breunis van de Weerd (1962), politicus
- Karel Weimar (1900-1945), handelaar en verzetsstrijder
- Gerrie Welbedacht (1924-2022), verzetsstrijder
- Frank Wels (1909-1982), voetballer
- Derk Wildeboer (1903-1956), verzetsman
- Brenno de Winter (1971), onderzoeksjournalist
- Ad van der Woude (1932-2008), historicus en hoogleraar

## Z
- Giovanni van Zwam (2004), voetballer
- Dick de Zeeuw (1924-2009), landbouwkundige en politicus (onder andere gemeenteraadslid van Ede en partijvoorzitter van de KVP)

Alkmaar · 
Almelo ·
Almere · 
Alphen-Chaam · 
Alphen aan den Rijn ·
Amersfoort · 
Amstelveen · 
Amsterdam · 
Apeldoorn · 
Arnhem · 
Assen ·
Baarn · 
Bergen op Zoom · 
Bilthoven · 
Bolsward · 
Boxtel · 
Breda · 
Bredevoort · 
Brunssum · 
Bussum · 
Delft ·
Den Haag ·
Den Helder · 
Deurne · 
Deventer · 
Doetinchem ·
Dokkum · 
Dordrecht · 
Drachten · 
Ede · 
Eindhoven · 
Emmen · 
Enschede · 
Franeker · 
Geleen · 
Gouda · 
Groenlo ·
Groningen · 
Haarlem · 
Harlingen ·  
Heemstede · 
Heerenveen · 
Heerlen · 
Helmond · 
Hengelo · 
's-Hertogenbosch · 
Hilversum · 
Hoogeveen · 
Hoorn · 
Horst ·
Kampen · 
Kerkrade · 
Leerdam · 
Leeuwarden · 
Leiden · 
Lelystad · 
Maastricht · 
Meppel ·  
Middelburg  ·
Nijkerk · 
Nijmegen · 
Oldenzaal · 
Ommen · 
Oss · 
Rijswijk (Zuid-Holland) · 
Roosendaal · 
Rotterdam · 
Schiedam · 
Sittard · 
Sittard-Geleen · 
Sneek · 
Soest · 
Stadskanaal · 
Tegelen · 
Tiel · 
Tilburg · 
Urk · 
Utrecht · 
Veenendaal · 
Veghel · 
Venlo · 
Venray · 
Vlaardingen · 
Vlissingen · 
Wageningen · 
Warnsveld · 
Weert · 
Winschoten · 
Woerden · 
Zeist · 
Zierikzee · 
Zoetermeer · 
Zutphen · 
Zwolle